# 浮竹山文阁
浮竹山文阁，位于中国广东省东莞市东莞市寮步镇浮竹山村，为东莞市的一个市、县级文物保护单位，类型为古建筑，公布时间为2004年1月8日。
浮竹山文阁的历史年代为清代。